# Willmenrod
Willmenrod im Westerwald ist eine Ortsgemeinde im Westerwaldkreis im Nordosten von Rheinland-Pfalz. Sie gehört der Verbandsgemeinde Westerburg an.

## Geographie

### Geographische Lage
Willmenrod liegt im Tal des Elbbachs zwischen dem 475 m hohen Watzenhahn und dem Stromberg mitten im Westerwald.

### Geologie
Die Landschaft ist geprägt durch Basalt- und Tonvorkommen. Bis nach dem Krieg wurde in Willmenrod Basalt abgebaut und vor Ort unter anderem zu Splitt und Schotter gebrochen. 120 ha des Gemeindegebietes bestehen aus Wald.

### Nachbarorte
- Im Norden: Sainscheid und Westerburg
- Im Osten: Wengenroth und Berzhahn
- Im Süden: Girkenroth und Dorndorf
- Im Westen: Weltersburg und Guckheim

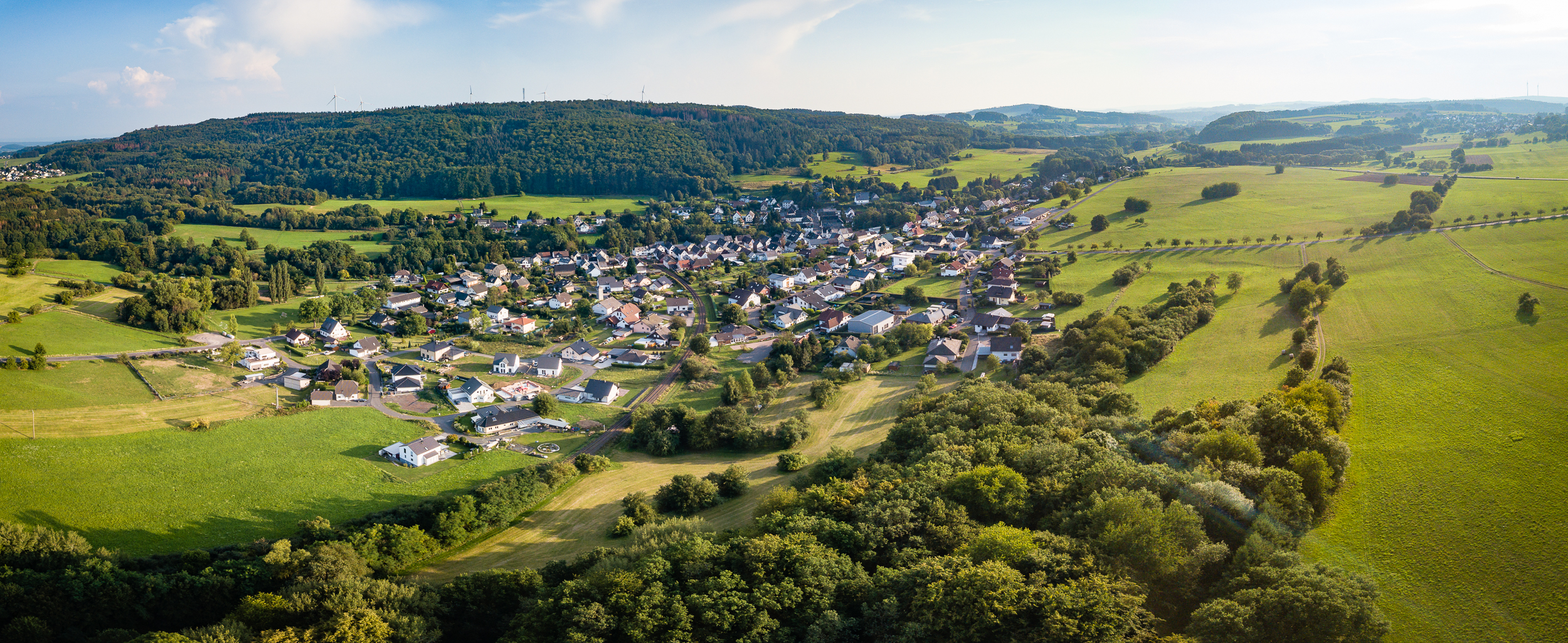
Luftbild der Gemeinde Willmenrod im Westerwald

## Geschichte
Willmenrod wurde im Jahr 1212 erstmals als Wernbolderode urkundlich erwähnt. Seit 1712 hat es den heutigen Namen. Bei einer früheren Erwähnung aus dem Jahr 879 lässt sich nicht mehr zweifelsfrei klären, ob Willmenrod oder der weiter südöstlich gelegene Ort Wilsenroth gemeint war.
Willmenrod war Sitz eines Kirchspiels, das spätestens 1344 bestand. Zumindest zeitweise waren Gershasen, Girkenroth, Langenhahn und Teile von Berzhahn in dieses Kirchspiel eingeordnet, dazu die heute wüsten Orte Watzenhahn, Ettingen, Kötenhilse und Hombusch. Eine Besonderheit war das Fehlen eines eigenen Kirchspielgerichts. Um 1564 herum wurde im Kirchspiel die Reformation eingeführt. 1645 erfolgte die Rekatholisierung.
Willmenrod gehörte bis Anfang des 19. Jahrhunderts zur Herrschaft Westerburg und kam 1806 im Zuge der Bildung des Rheinbunds unter Napoleon zum Großherzogtum Berg. 1813 kam Willmenrod vorübergehend an das Haus Oranien-Nassau und infolge des Wiener Kongresses 1815 an das Herzogtum Nassau. Unter der nassauischen Verwaltung gehörte die Gemeinde Willmenrod zur Standesherrschaft Leiningen-Westerburg im Amt Rennerod. Im Jahr 1858 lebten in Willmenrod 118 Familien und 477 Einwohner. 1866 kam das Herzogtum Nassau und damit auch Willmenrod zum Königreich Preußen.
Eine niederadlige Familie, die wohl dem edelfreien Haus von Nister entstammte und sich nach Willmenrod benannte, ist von 1288 bis 1489 fassbar. Im Willmenroder Pfarrhof sind möglicherweise noch Gebäudeteile enthalten, die auf den Sitz der Familie zurückgehen.
Die Kirche verfügt über einen spätromanischen Westturm. Das ursprüngliche Dionysius-Patrozinium weist auf eine Entstehung spätestens im 9. Jahrhundert hin. 1688 brannten die Kirche und rund die Hälfte des Orts ab. 1780 wurde ein Erweiterungsbau fertiggestellt. 1894 wurde ein Neubau von Schiff und Chor fertiggestellt. 1590 ist erstmals Schulunterricht im Ort durch den Pfarrer nachgewiesen. Spätestens 1696 gab es eine Kirchspielschule mit eigenen Räumen und einem Schulmeister.
Im Jahr 1805 fiel fast ganz Willmenrod einem Großbrand zum Opfer.
Die Lage am Elbbach und das dort starke Gefälle begünstigten den Betrieb von Mühlen. 1475 wird erstmals eine Mühle erwähnt, 1525 eine zweite, die aber kurz darauf brach lag. 1587 war eine kurz zuvor erbaute dritte Mühle im Betrieb. Die 1691 auf der Sainscheider Gemarkung erbaute Mühle wurde später der Willmenroder Gemarkung zugeschlagen. Vor 1826 erfolgte der Bau einer Ölmühle sowie im weiteren Verlauf des 19. Jahrhunderts der einer weiteren Mahlmühle. 1595 wird am westlichen Rand der Gemarkung eine Schleifmühle erwähnt, 1626 eine Walkmühle, von der heute noch Reste in der Flur Waldmühle zu sehen sind.
Eine Ziegelhütte ist für 1817 verbürgt und Töpferöfen erstmals im 17. Jahrhundert.
Bevölkerungsentwicklung
Die Entwicklung der Einwohnerzahl von Willmenrod, die Werte von 1871 bis 1987 beruhen auf Volkszählungen:
| Jahr | Einwohner              |
| 1490 | 17 Feuerstätten        |
| 1525 | 21 leibeigene Familien |
| 1590 | 15 Hausgesäße          |
| 1603 | 68                     |
| 1644 | 13 Mann                |
| 1815 | 384                    |
| 1835 | 440                    |
| 1871 | 506                    |

| Jahr | Einwohner |
| 1905 | 483       |
| 1939 | 480       |
| 1950 | 541       |
| 1961 | 523       |
| 1970 | 541       |
| 1987 | 596       |
| 2005 | 691       |

## Religion
Die Bevölkerung in Willmenrod ist überwiegend evangelisch.

## Politik

### Gemeinderat
Der Gemeinderat in Willmenrod besteht aus zwölf Ratsmitgliedern, die bei der Kommunalwahl am 9. Juni 2024 in einer Mehrheitswahl gewählt wurden, und dem ehrenamtlichen Ortsbürgermeister als Vorsitzendem.
Die Sitzverteilung im Gemeinderat:
| Wahl | WfW               | WG Pro            | Gesamt   |
| ---- | ----------------- | ----------------- | -------- |
| 2024 | per Mehrheitswahl | per Mehrheitswahl | 12 Sitze |
| 2019 | per Mehrheitswahl | per Mehrheitswahl | 12 Sitze |
| 2014 | 7                 | 5                 | 12 Sitze |
| 2009 | 8                 | 4                 | 12 Sitze |
| 2004 | per Mehrheitswahl | per Mehrheitswahl | 12 Sitze |

- WfW = Wir für Willmenrod e. V.
- WG Pro = Wählergruppe Pro Willmenrod e. V.

### Bürgermeister
Christian Weyel wurde am 28. August 2024 Ortsbürgermeister von Willmenrod. Bei der Direktwahl am 9. Juni 2024 war Christian Weyel als Herausforderer des amtierenden Ortsbürgermeister Günter Weigel angetreten und wurde mit einem Stimmenanteil von 51,9 % als neuer Ortsbürgermeister von Willmenrod gewählt. Er löste somit den bisherigen Ortsbürgermeister Günter Weigel ab, der das Amt 15 Jahre ausgeübt hatte.

### Wappen
| Wappen von Willmenrod |
| Wappenbegründung: Das Mühlrad steht für die ehemalige Bedeutung der fünf Mühlen. Die schräg gestellten Rauten stehen für das niederadlige Geschlecht derer von Willmenrod. Das blaue Wellenband steht für die besondere Bedeutung des Elbbaches. Die unterschiedlichen Farben stehen für die wechselnden Herrschaftsverhältnisse. |

## Kultur und Sehenswürdigkeiten
Siehe Liste der Kulturdenkmäler in Willmenrod.

### Vereine
Freiwillige Feuerwehr, Sportverein, Verschönerungsverein und Gemischter Chor

## Persönlichkeiten

### Ehrenbürger
- Eduard Hof (* 1937), 1966 bis 1994 Ortsbürgermeister

### Söhne und Töchter der Gemeinde
Der bekannteste Willmenroder Bürger war der Fernsehkoch Clemens Wilmenrod (1906–1967), der seinen Künstlernamen von dem Namen der Gemeinde ableitete und auf dem dortigen Friedhof beerdigt ist.
Christian Schäffer (1805–1896) war Bürgermeister des Ortes und Mitglied der Zweiten Kammer der Landstände des Herzogtums Nassau.
Der Politiker Walter Wüst (1896–1965) war Mitglied des Abgeordnetenhauses von Berlin.

## Verkehr
- Willmenrod liegt zwischen den Bundesstraßen 8, 54 und 255. Die nächste Autobahnanschlussstelle ist Diez an der A 3 (Köln–Frankfurt am Main), etwa 18 Kilometer entfernt.
- Der Ort Willmenrod ist über den gleichnamigen Bahnhaltepunkt an die Bahnstrecke Limburg–Altenkirchen (Oberwesterwaldbahn) angebunden, auf welcher die Züge der Regionalbahnlinie RB 90 (Westerwald-Sieg-Bahn) der Hessischen Landesbahn HLB, Geschäftsbereich Dreiländerbahn nach dem Rheinland-Pfalz-Takt im Stundentakt in beide Richtungen verkehren.
- Am ca. 3 km entfernt gelegenen Busbahnhof am Bahnhof Westerburg besteht zudem Anschluss an Regionalbuslinien in Richtung Montabaur, Rennerod und Bad Marienberg.